# Comté de Howard (Missouri)
Pour les articles homonymes, voir Howard et Comté de Howard.
Le comté de Howard est un comté du Missouri aux États-Unis .